# Desha Delteil

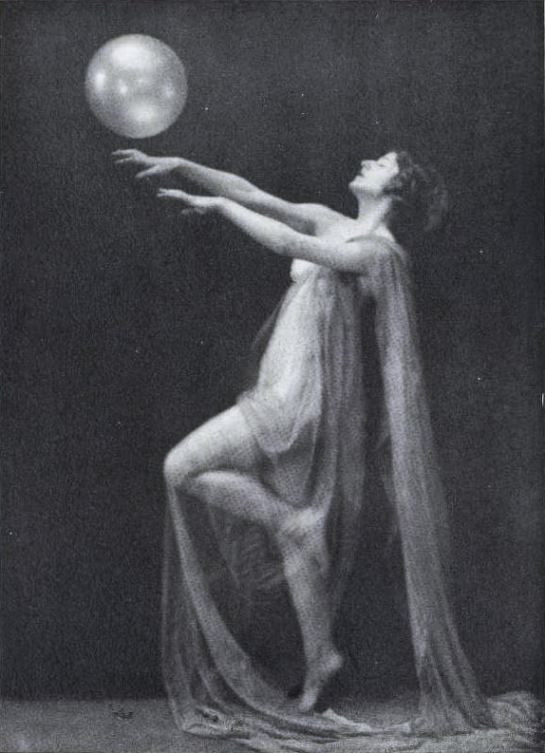
Desha i ”bubble dance”, foto Maurice Goldberg, 1922.

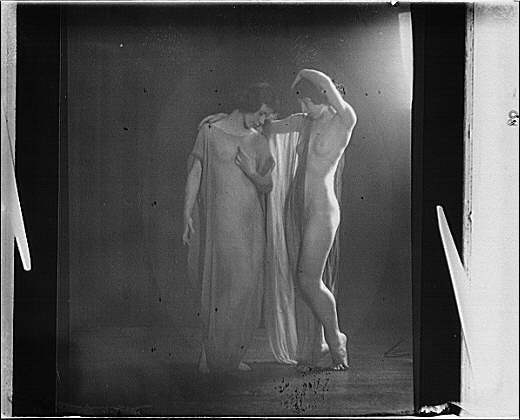
Desha med sin syster Leja, foto Arnold Genthe, efter 1921.

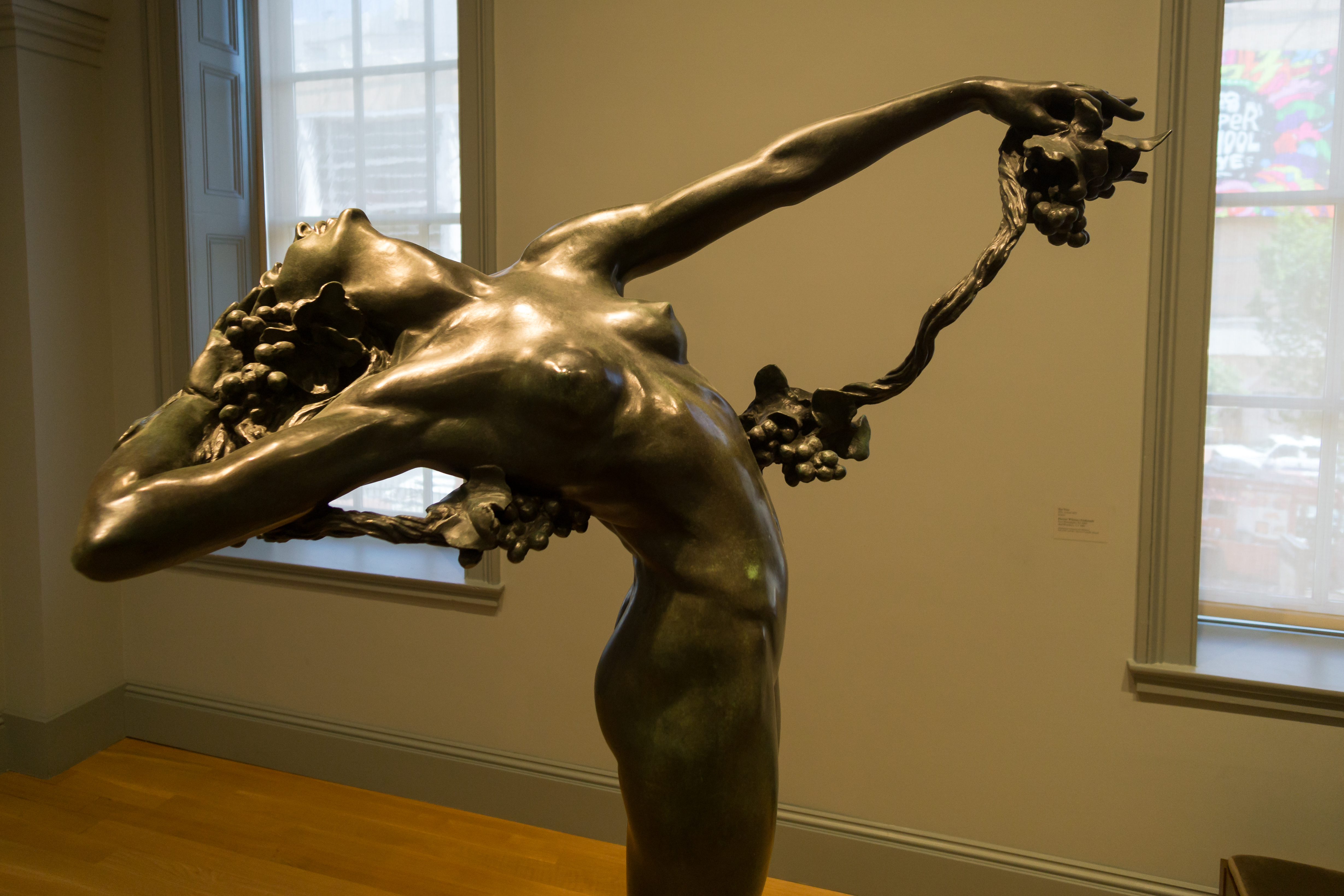
Desha var modell för flera av Harriet Whitney Frishmuths skulpturer, exempelvis The Vine, 1921.

Desha Delteil, ursprungligen Desha Eva Podgoršek, född 18 mars 1899 i Ljubljana i dåvarande Österrike-Ungern, nu Slovenien, död 17 juli 1980, möjligen begravd i Bergerac, Dordogne, var en slovensk dansare, skådespelare, konst- och fotomodell.

## Biografi
Desha Delteil föddes i Ljubljana men emigrerade tillsammans med sin syster Leja Podgoršek till USA 1913 och kom där att studera dans på Michel Fokines balettskola. Hon blev den första dansaren i hans grupp.
Från år 1916 arbetade hon som modell för skulptören Harriet Whitney Frishmuth och är avbildad på flera av hennes mest kända bronsskulpturer, bland andra Desha, The Vine, Roses of Yesterday och möjligen The Hunt. Hon blev känd för att kunna hålla svåra ställningar under lång tid och blev anlitad av många konstnärer. Dessutom var hon modell för flera av dåtidens kända fotografer, exempelvis Nickolas Muray (1892–1965) och Arnold Genthe.
Desha Delteil dansade i Fokines Casanova 1923. År 1920 medverkade hos som solodansare kortfilmen The Bubble som en ung flicka som dansade med en ballong. Hon medverkade i D.W. Griffiths film Isn't Life Wonderful 1924, som cabaretdansare. Några år senare återkom hennes "bubble dance" i Hollywoodmusikalen Glorifying the American Girl 1929, vilket gjorde henne mycket känd. Hon medverkade på Broadway i bland annat Oscar Hammersteins Music in the Air (1932).
Desha Delteil var gift med Jean Henry Raoul Delteil (känd som Jean Myrio), även han klassiskt skolad dansare från Fokines dansgrupp. På 1930-talet dansade de på flera nattklubbar i Paris och London, och parets tolkning av George Gershwins Rhapsody in Blue på Kit-Cat Club spelades in på en journalfilm av Pathé. År 1939 arbetade de på Casino de Paris tillsammans med Josephine Baker.
Jean Henry Raoul Delteil hade ett hus i Dordogne där Maurice Chevalier, Josephine Baker och Nita Raya tidvis gömde sig under andra världskriget.
Efter kriget grundade Desha Delteil och hennes man den första klassiska dansskolan i den franska staden Bergerac, där hon var danslärare under 1950-talet. Hon avled 1980 och är begravd i Bergerac.

## Filmografi
- The Bubble (dokumentär), 1920.
- Isn't Life Wonderful, 1924.
- Glorifying the American Girl, 1929.